# 소랑도
소랑도(少浪島)는 전라남도 완도군 금일읍의 한 섬으로, 금일읍에 속하는 한 리이다. 2006년 소랑대교가 완공되면서 금일읍 사동리와 연결되었다.

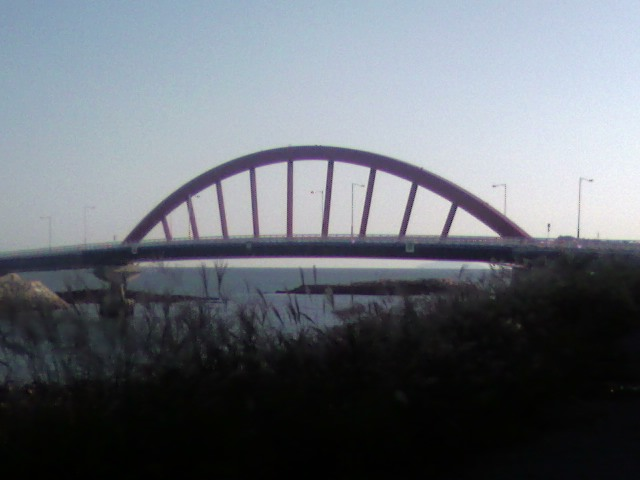
평일도 사동리에서 소랑도를 잇는 연도교인 소랑대교